# Haldex
Haldex Aktiebolag är en svensk verkstadsindustrikoncern med verksamhet inom broms- och luftfjädringssystem för tunga fordon.
I produktlinjen Foundation Brake ingår bromsprodukter för hjuländen såsom skivbromsar, bromshävarmar till trumbromsar samt bromscylindrar. I Air Controls ingår produkter för förbättrad säkerhet såsom rening och torkning av tryckluft, ventiler samt ABS och EBS.
Haldex omsatte 2016 4,4 miljarder kronor. Företaget har produktionsanläggningar i Sverige, Brasilien, Kina, Tyskland, Ungern, Mexiko, USA och Indien

## Historik
Haldex har sitt ursprung i de två företagen Halda fickursfabrik och Svenska AB Bromsregulatorer (SAB).

### Halda fickursfabrik
Halda fickursfabrik i Svängsta grundades 1887 av Henning Hammarlund. Efter det att företaget gått i konkurs 1920 delades det upp i två bolag: Halda med tillverkning av skrivmaskiner i Svängsta och Fabriks AB Haldataxametern med tillverkning av taxametrar i Stockholm.
År 1922 bildade några affärsmän i Halmstad AB Trafikkontroll, senare AB TAKO, för tillverkning av taxametrar och annan utrustning. Bolaget gick i konkurs 1927 och köptes upp av ett nytt bolag, Nya AB TAKO, som kontrollerades av Fabriks AB Haldataxametern. År 1931 flyttades produktionen från Stockholm till Halmstad, och samma år upphörde Nya AB TAKO sin verksamhet. År 1943 flyttade Fabriks AB Haldataxametern till nya lokaler vid Knäredsgatan. Namnet ändrades 1944 till Verkstads AB Haldex och förvärvades sedermera av Svenska AB Bromsregulatorer (SAB). År 1985 bytte koncernen namn till Haldex.

### Svenska AB Bromsregulatorer
År 1916 grundade Axel Djurson Svenska AB Bromsregulatorer (SAB) i Malmö sökte ett patent för en automatisk bromshävarm för tåg. Företaget utvecklades till en ledande leverantörer av bromssystem för tåg.
Ungefär samtidigt grundade Enoch Thulin Thulinverken i Landskrona, som utvecklade och tillverkade flygplansmotorer och bilar. Thulinverken blev en viktig underleverantör till SAB och förvärvades senare av detta företag.

### Haldex fortsatta utveckling
År 1962 påbörjade SAB ett utvecklingsprojekt för att utnyttja bromshävarmar för tåg till vägfordon. Resultatet blev "bromshävarmen", den enskilda produkt som fortfarande står för högst omsättning i Haldex.
År 1993 började Haldex att utveckla skivbromsar till tunga fordon. Under 1999 levererades första generationen skivbromsar, kallad ModulX. En andra generation som kallas ModulT lanserades 2011.
På 1990-talet köpte Haldex patentet för Haldexkoppling av rallyföraren Sigvard "Sigge" Johansson, Den första kopplingen salufördes 1998. 
I företaget ingick också det tidigare Hesselman elhydraulik, grundat av Jonas Hesselman. Hesselman tillverkade bland annat insprutningspumpar för lastbilsmotorer, som användes av äldre typer av lastbilar från Scania-Vabis, Volvo och Tidaholms bruk. Hesselman blev sedermera världsledande beträffande hydraulaggregat för bakgavellyft på lastbilar. Dessa används också för färdtjänst- och handikappbussar samt inom entreprenadindustri och materialhantering.
Haldex samägde från 2004 Alfdex med Alfa Laval för utveckling och tillverkning av separatorer för rening av vevhusgaser.

### Avyttring av delar av företaget
År 2011 såldes divisionen för hydrauliska system och fyrhjulsdriftsystem ("Haldexkoppling") till BorgWarner. Haldex division för hydrauliska produkter avknoppades samma år i det nybildade börsnoterade Concentric AB. Kvar blev divisionen Commercial vehicles med bromsprodukter för tunga fordon.

## Ägare
Dominerande ägare i Haldex, med 13 procent av aktiekapital och röster, var tidigare Investment AB Öresund, (senare Creades AB). Sedan hösten 2016 är största ägare ZF AG och Knorr-Bremse.
I juli 2016 inleddes en budprocess på Haldex, varvid tre företag har deltagit, bland andra Knorr-Bremse. Per september 2017 hade samtliga bud återtagits.
I juni 2022 lade SAF-Holland ett offentligt kontanterbjudande till aktieägarna i Haldex. SAF-Holland hade vid erbjudandetillfället förvärvat 14,1 % av de utestående aktierna i Haldex, varav 9,2 % hade förvärvats från Knorr-Bremse. I augusti 2022 meddelade SAF-Holland att man förvärvat mer än 90 procent av aktierna i Haldex. Haldex avnoterades från Stockholmsbörsen med sista handelsdag den 19 september 2022.

## Bildgalleri

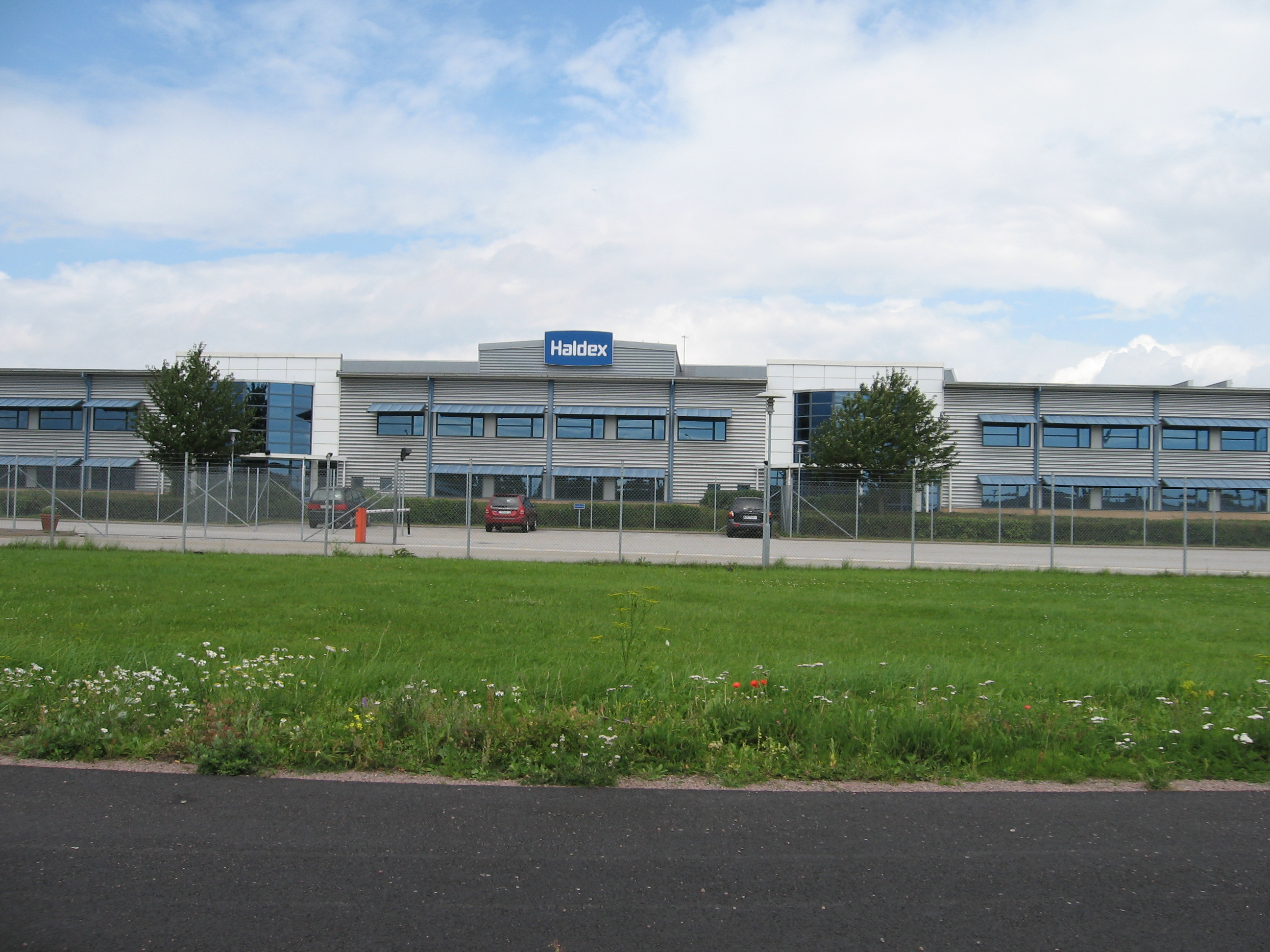
Haldex, Landskrona
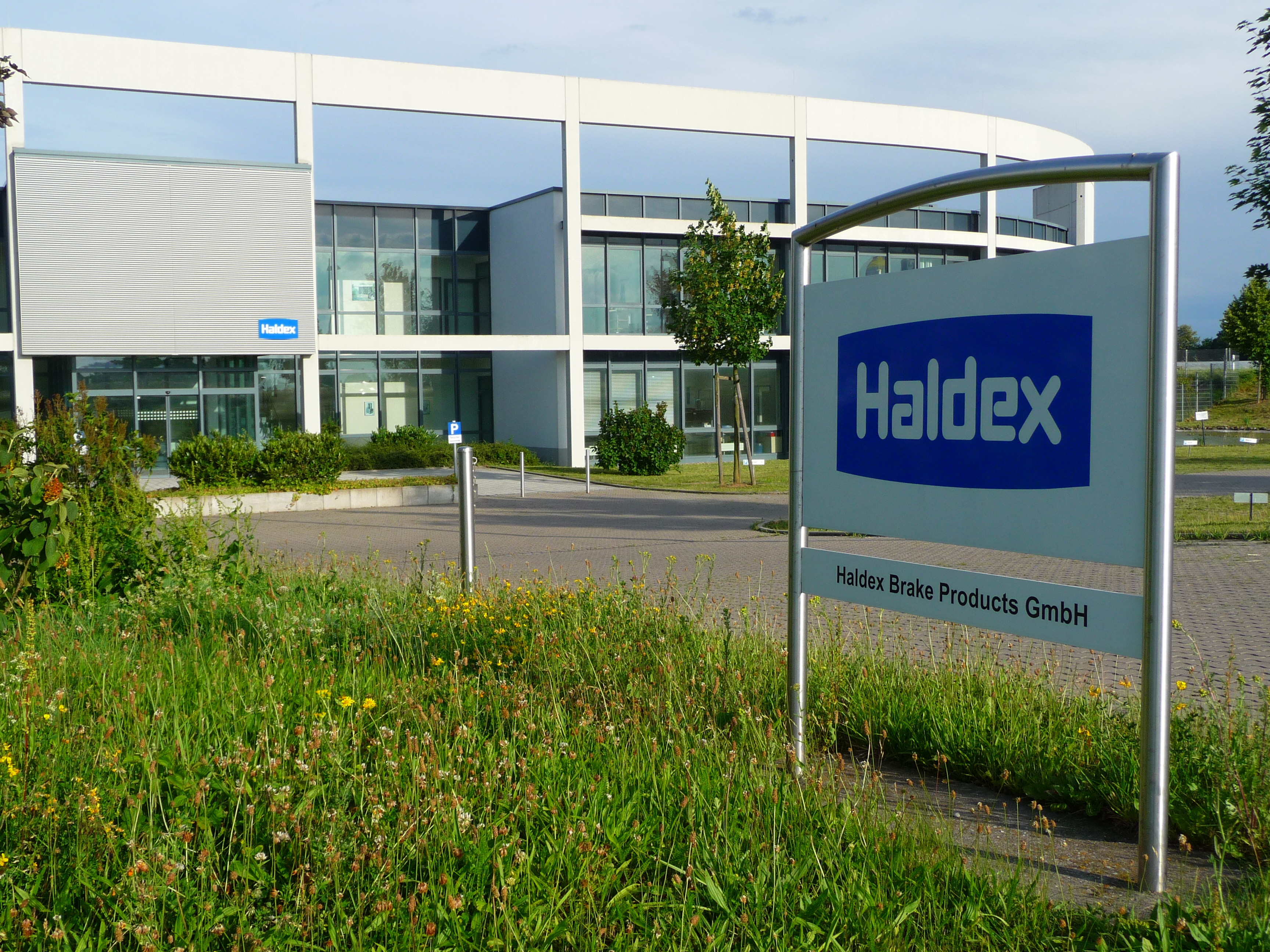
Haldex, Heidelberg i Tyskland
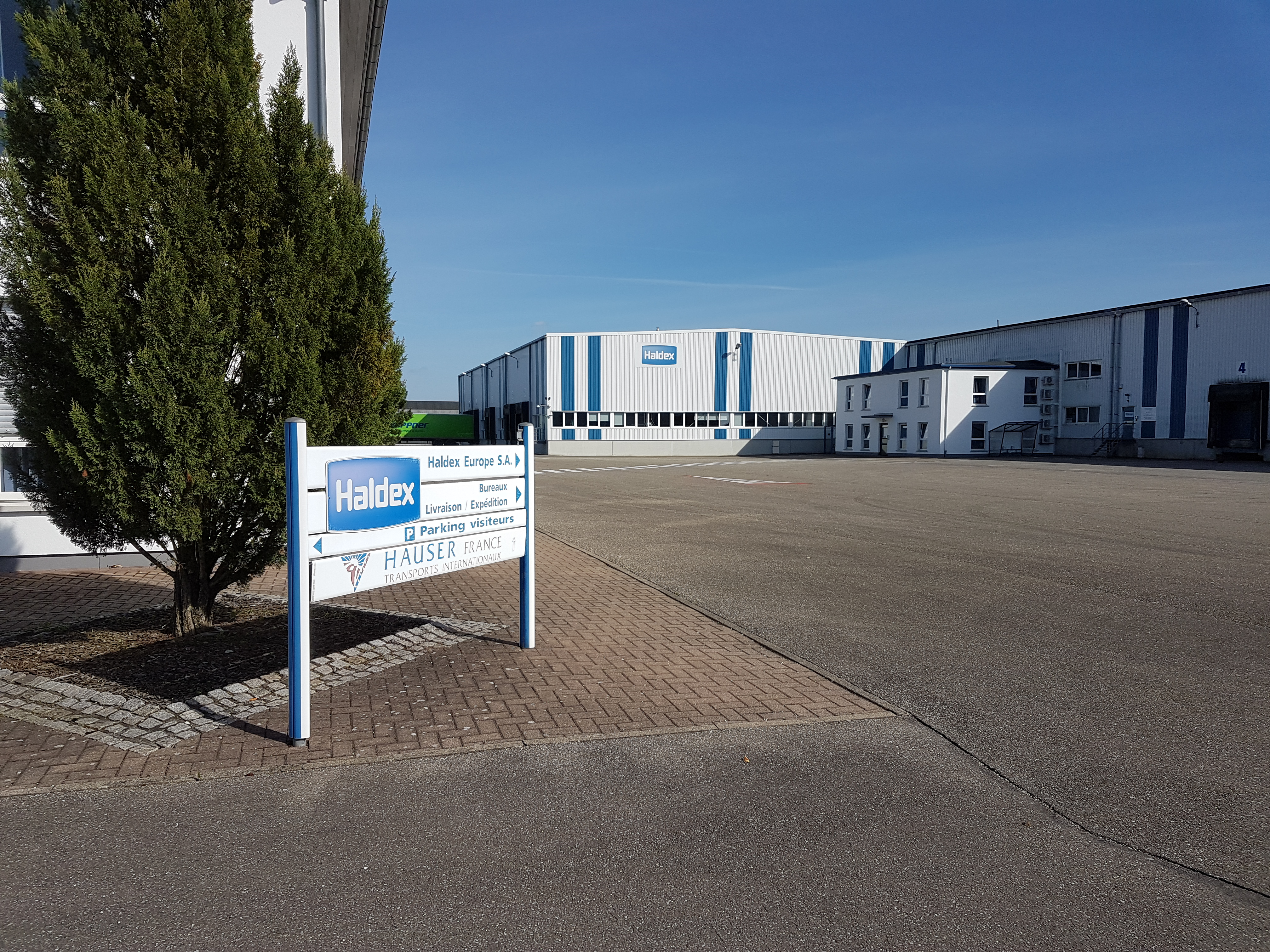
Haldex, Weyersheim
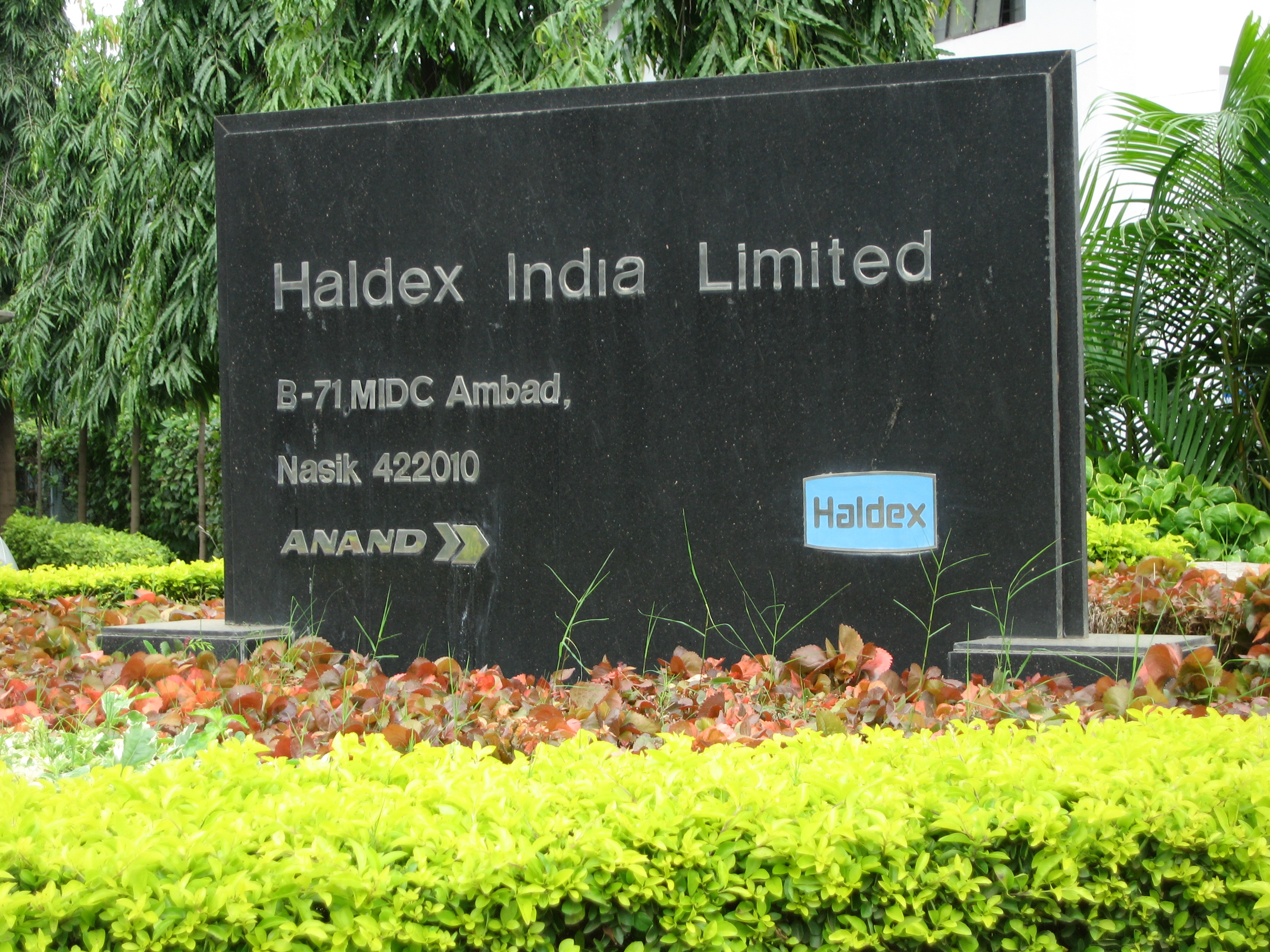
Haldex, Nashik